# Naturpark Oyambre

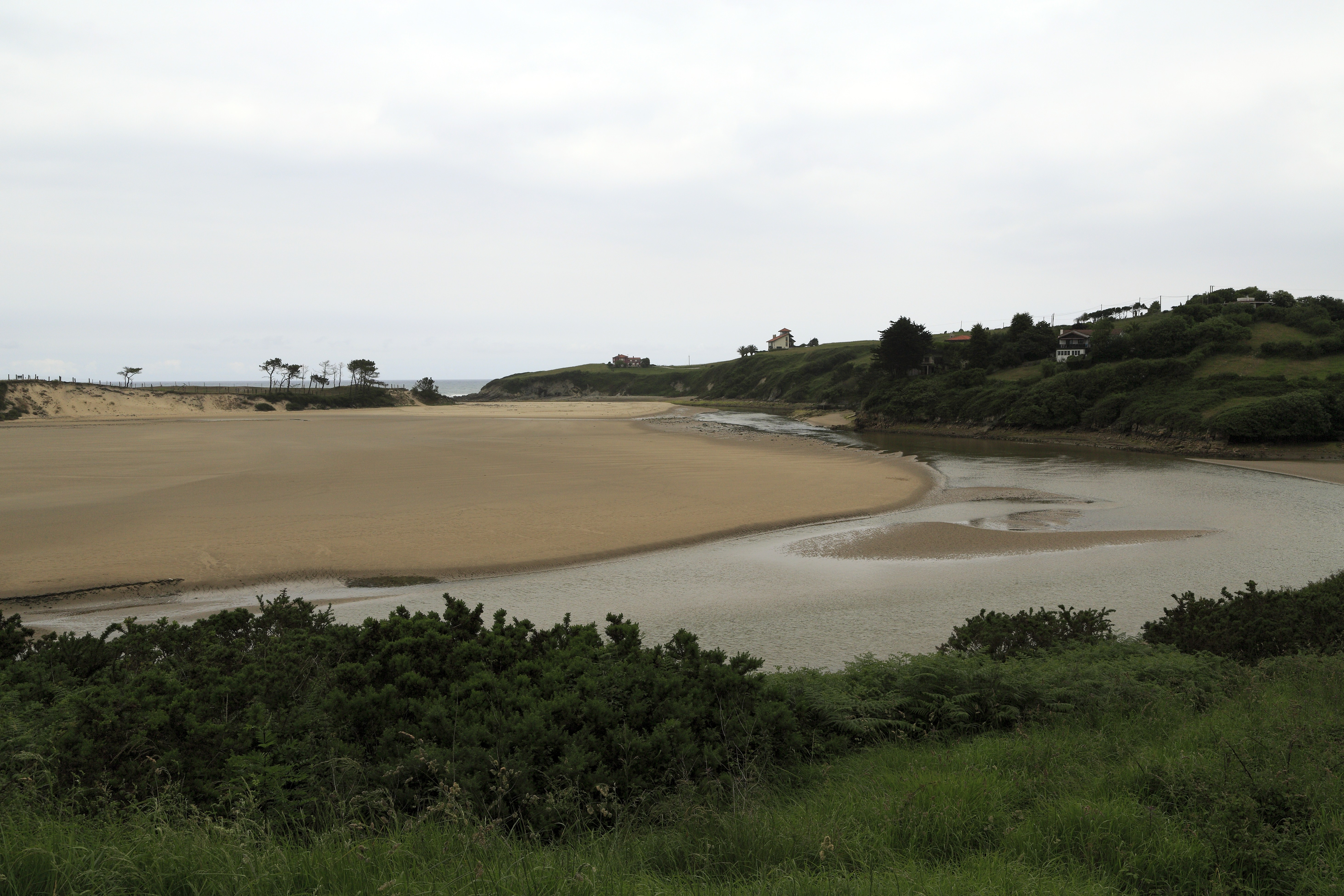
Marisma de Oyambre

Der Naturpark Oyambre ist ein geschütztes Küstengebiet in der nordspanischen Provinz Kantabrien. Er wurde 1988 gegründet und hat eine Fläche von 57 Quadratkilometern. Der Naturpark befindet sich zwischen Comillas und dem Fischerdorf San Vicente de la Barquera. Zum Naturpark gehören die Mündungsbereiche der beiden Flüsse Río de La Rabia und Río del Escudo. Die Küstenvariante des Jakobswegs verläuft durch den Naturpark Oyambre. 

## Ökosysteme
Innerhalb der Parkgrenzen gibt es verschiedene Landschaftstypen mit unterschiedlichen Ökosystemen, wie Steilklippen, Dünen, weitläufige Sandstrände, Flussmündungen mit Brackwasserzonen und stark verzweigten Gezeitenprielen, unterschiedlich bewaldete Berge, Hügel, Wiesen und Weideland. Insbesondere im Herbst und Winter finden sich zahlreiche Vogelarten in den küstennahen Feuchtgebieten und an den Steilklippen ein, darunter insbesondere Limikolen, Möwen, Entenvögel und Seetaucher. Weiter landeinwärts können im Sommer Zwergadler, Lerchen sowie verschiedene Vogelarten aus der Familie der Stelzen und Pieper gesichtet werden.

## Aktivitäten
In San Vicente de la Baquera befindet sich ein Informationszentrum der Parkverwaltung in einem restaurierten Leuchtturm aus dem 19. Jahrhundert (Faro de Punta Silla). Von hier aus bietet sich eine gute Aussicht auf die abwechslungsreiche Küstenlandschaft und die Möglichkeit zur Beobachtung von Meeresvögeln. Es werden auch regelmäßig und ganzjährig verschiedene, naturschutzfachkundig geführte Wanderungen im Park angeboten, gute Spanischkenntnisse werden dabei vorausgesetzt. Weitere geeignete Standpunkte für Vogelbeobachtungen sind der Cabo de Oyambre (das Kap an der nördlichsten Steilküste zwischen Comillas und San Vicente de la Baquera), sowie diverse Aussichtspunkte entlang der beiden Flussmündungen. Zahlreiche Rad- und Wanderwege führen durch die Region. Eine Wanderung zur Kapelle Ermita de San Esteban auf dem Berg Monte Corona, der höchsten Erhebung innerhalb des Naturparks, bietet eine Panoramaaussicht auf die Küste im Norden und auf die hohen Berge des nahegelegenen Nationalparks Picos de Europa im Süden. Südöstlich von Monte Corona befindet sich mit dem Monumento Natural de las Secuoyas del Monte Cabezón ein Wald mit rund 800 Mammutbäumen und in der südlich angrenzenden Ortschaft Cabezón de la Sal  ein sehenswertes Naturkundemuseum (Museo Regional de la Naturaleza de Cantabria).